# Cơm rượu
Il cơm rượu è un dolce tipico del Vietnam meridionale, a base di riso glutinoso.
Il riso viene cotto, poi mescolato con lievito, suddiviso in palline, e fatto fermentare in un recipiente con un po' di acqua e zucchero per alcuni giorni. La fermentazione produce un liquido leggermente alcoolico e lattiginoso, un tipo di vino di riso cui possono essere aggiunte piccole quantità di sale e zucchero. Il cơm rượu viene servito immerso nel suo liquido e mangiato al cucchiaio.
Anche nel Vietnam del Nord esiste un dolce simile, ma con un impasto più denso e non immerso nel liquido, chiamato rượu nếp.
Ancora più similare è il jiǔniàng (酒酿) or guìhuā jiǔniàng (桂花酒酿), diffuso in Cina, dove spesso è aromatizzato con l'osmanto odoroso.